# Ishania
Genre
Ishania est un genre d'araignées aranéomorphes de la famille des Zodariidae.

## Distribution
Les espèces de ce genre se rencontrent au Mexique et en Amérique centrale.

## Liste des espèces
Selon World Spider Catalog (version 17.5, 18/10/2016) :
- Ishania absoluta (Gertsch & Davis, 1940)
- Ishania aztek Jocqué & Baert, 2002
- Ishania centrocavata Jocqué & Baert, 2002
- Ishania chicanna Jocqué & Baert, 2002
- Ishania chichimek Jocqué & Baert, 2002
- Ishania firma Jocqué & Baert, 2002
- Ishania gertschi Jocqué & Baert, 2002
- Ishania guerrero Jocqué & Baert, 2002
- Ishania hessei (Chamberlin & Ivie, 1936)
- Ishania huastek Jocqué & Baert, 2002
- Ishania ivieorum Jocqué & Baert, 2002
- Ishania latefossulata Jocqué & Baert, 2002
- Ishania maya Jocqué & Baert, 2002
- Ishania minuta Jocqué & Baert, 2002
- Ishania mixtek Jocqué & Baert, 2002
- Ishania mundella (Gertsch & Davis, 1940)
- Ishania nayarit Jocqué & Baert, 2002
- Ishania oaxaca Jocqué & Baert, 2002
- Ishania ocosingo Jocqué & Baert, 2002
- Ishania olmek Jocqué & Baert, 2002
- Ishania paxoides Jocqué & Baert, 2002
- Ishania perforata Jocqué & Baert, 2002
- Ishania protecta Jocqué & Baert, 2002
- Ishania querci Jocqué & Baert, 2002
- Ishania real Jocqué & Baert, 2002
- Ishania relativa Jocqué & Baert, 2002
- Ishania simplex Jocqué & Baert, 2002
- Ishania tarask Jocqué & Baert, 2002
- Ishania tentativa Chamberlin, 1925
- Ishania tinga (F. O. Pickard-Cambridge, 1899)
- Ishania tormento Jocqué & Baert, 2002
- Ishania totonak Jocqué & Baert, 2002
- Ishania vacua Jocqué & Baert, 2002
- Ishania xilitla Jocqué & Baert, 2002
- Ishania zapotek Jocqué & Baert, 2002

## Publication originale
- Chamberlin, 1925 : Diagnoses of new American Arachnida. Bulletin of the Museum of Comparative Zoology, vol. 67, p. 211-248 (texte intégral).